# Jeff Lynne
Pour les articles homonymes, voir Jeff et Lynne.
Jeffrey Lynne, né le 30 décembre 1947 à Birmingham, est un chanteur et musicien britannique. Il est aussi auteur-compositeur-interprète, guitariste et producteur. 
Il est le leader du groupe rock Electric Light Orchestra (ELO) qui connait un énorme succès international dans les années 1970 et début des années 1980. En 1988, sous les pseudonymes d'Otis Wilbury et Clayton Wilbury, il est cofondateur du super-groupe The Traveling Wilburys avec George Harrison, Bob Dylan, Roy Orbison et Tom Petty. Au milieu des années 1990, il participe au projet Anthology des Beatles en produisant les deux titres Free as a Bird et Real Love, qui réunissent les trois membres survivants du groupe accompagnant des démos de John Lennon. En 2014, il remet la locomotive ELO sur les rails et reprend les tournées sous le nom Jeff Lynne's ElO.

## Biographie
Né le 30 décembre 1947 à Birmingham, Jeff Lynne fait ses débuts musicaux professionnels avec le groupe The Idle Race, en 1967, qui officie dans un registre psychédélique typique de son époque et avec lesquels il enregistre deux albums et quelques singles. Il rejoint le groupe de Roy Wood, The Move, en 1970, mais c’est avec Electric Light Orchestra (ELO) qu’il connaît la gloire dans les années 1970.
À partir de 1980, alors qu'ELO commence à s’essouffler, Jeff Lynne commence à travailler pour d'autres : Dave Edmunds, Ry Cooder, les ex-Beatles Ringo Starr et George Harrison, Hank Marvin, Duane Eddy, les Beach Boys, Roy Orbison, Tom Petty, etc. Ses deux plus célèbres productions restent certainement l’album Cloud Nine de George Harrison en 1987 (avec le single Got My Mind Set on You) et Mystery Girl de Roy Orbison en 1989 (single You Got It).
En 1988, alors qu’il travaille conjointement avec George Harrison et Roy Orbison, il monte avec eux le super-groupe Traveling Wilburys que rejoignent également Tom Petty et Bob Dylan.
À l’initiative de George Harrison, il réalise un de ses rêves en 1995 en produisant deux chansons inédites des Beatles : Free as a Bird et Real Love pour les sorties des coffrets Anthology 1 et Anthology 2.
Il est particulièrement apprécié pour son travail sur Anthology par Paul McCartney qui fera appel à lui en 1997 sur son album solo Flaming Pie pour l'accompagner sur les harmonies vocales et la guitare.
Tandis que ses anciens compagnons de route Bev Bevan, Kelly Groucutt, Louis Clark et Mik Kaminski écument les salles de concert du monde entier en reprenant le répertoire à succès du groupe sous le nom Electric Light Orchestra Part Two, Jeff Lynne reforme ELO avec quelques musiciens de studio en 2001, le temps d'un album, Zoom, dont la production est plus proche du son de Armchair Theatre que des envolées spatiales du ELO des années 1970.
Jeff Lynne revient dans l'actualité musicale en ressortant des tiroirs des anciens titres enregistrés en studio, revus et corrigés. On découvrira ainsi Surrender en 2006 et Latitude 88 North en 2007. Il publie deux nouveaux albums en 2012 : un disque de reprises d'ELO, Mr. Blue Sky: The Very Best of Electric Light Orchestra, et un disque de reprises de standards de sa jeunesse, Long Wave.

## Discographie

### The Idle Race
- 1968 : The Birthday Party
- 1969 : The Idle Race

### The Move
- 1970 : Looking On
- 1971 : Message from the Country

### Electric Light Orchestra
- 1971 : The Electric Light Orchestra
- 1973 : ELO 2
- 1973 : On the Third Day
- 1974 : Eldorado
- 1975 : Face the Music
- 1976 : A New World Record
- 1977 : Out of the Blue
- 1979 : Discovery
- 1980 : Electric Light Orchestra & Olivia Newton-John – Xanadu - Bande Originale.
- 1981 : Time
- 1983 : Secret Messages
- 1986 : Balance of Power
- 2001 : Zoom
- 2012 : Mr. Blue Sky: The Very Best of Electric Light Orchestra - Compilation.

### Traveling Wilburys
- 1988 : Traveling Wilburys Vol. 1
- 1990 : Traveling Wilburys Vol. 3
- 2007 : Traveling Wilburys Collection - Compilation 2 CD + 1 DVD intitulé The true history of the Traveling Wilburys.

### Jeff Lynne
- 1990 : Jeff Lynne – Armchair Theatre
- 2012 : Jeff Lynne – Long Wave

### Jeff Lynne's ELO
- 2015 : Jeff Lynne's ELO – Alone in the Universe
- 2019 : Jeff Lynne's ELO - From Out Of Nowhere
- 2021 : Jeff Lynne's ELO - The Vocoder (22 octobre 2021)
- 2021 : Jeff Lynne's ELO - Ballads (29 octobre 2021)

### Participations
- 1976 : All This and World War II (bande originale)
- 1984 : Electric Dreams (bande originale)
- 1987 : Cloud Nine de George Harrison - Basse, guitares acoustique et électrique, claviers, chœurs.
- 1991 : Robin Hood: Prince of Thieves (bande originale)
- 1992 : Time Takes Time de Ringo Starr - Guitare, basse, claviers, chœurs.
- 2002 : Brainwashed de George Harrison - Basse, guitares, claviers, percussions, chœurs.
- 2002 : Concert for George (bande originale) - Guitare acoustique, rythmique, chant.
- 2013 : American Bluff (bande originale)

### Production
- 1983 : Dave Edmunds – Information
- 1984 : Dave Edmunds – Riff-Raff
- 1987 : Duane Eddy – Duane Eddy
- 1987 : George Harrison – Cloud Nine
- 1988 : Brian Wilson – Brian Wilson
- 1988 : Randy Newman – Land of Dreams
- 1988 : Roy Orbison – Mystery Girl, à titre posthume
- 1989 : Tom Petty – Full Moon Fever
- 1991 : Joe Cocker – Night Calls
- 1991 : Del Shannon – Rock On!
- 1991 : Tom Petty – Into the Great Wide Open
- 1992 : Roy Orbison – King of Hearts, à titre posthume
- 1992 : Ringo Starr – Time Takes Time
- 1993 : Julianna Raye – Something Peculiar
- 1995 : The Beatles – Anthology 1 - Sur Free as a bird
- 1996 : The Beatles – Anthology 2 - Sur Real love
- 1997 : Paul McCartney – Flaming Pie
- 2002 : George Harrison – Brainwashed
- 2006 : Tom Petty – Highway Companion
- 2009 : Regina Spektor – Far
- 2012 : Joe Walsh – Analog Man
- 2015 : Bryan Adams - Get Up!